# Штриховая мера длины

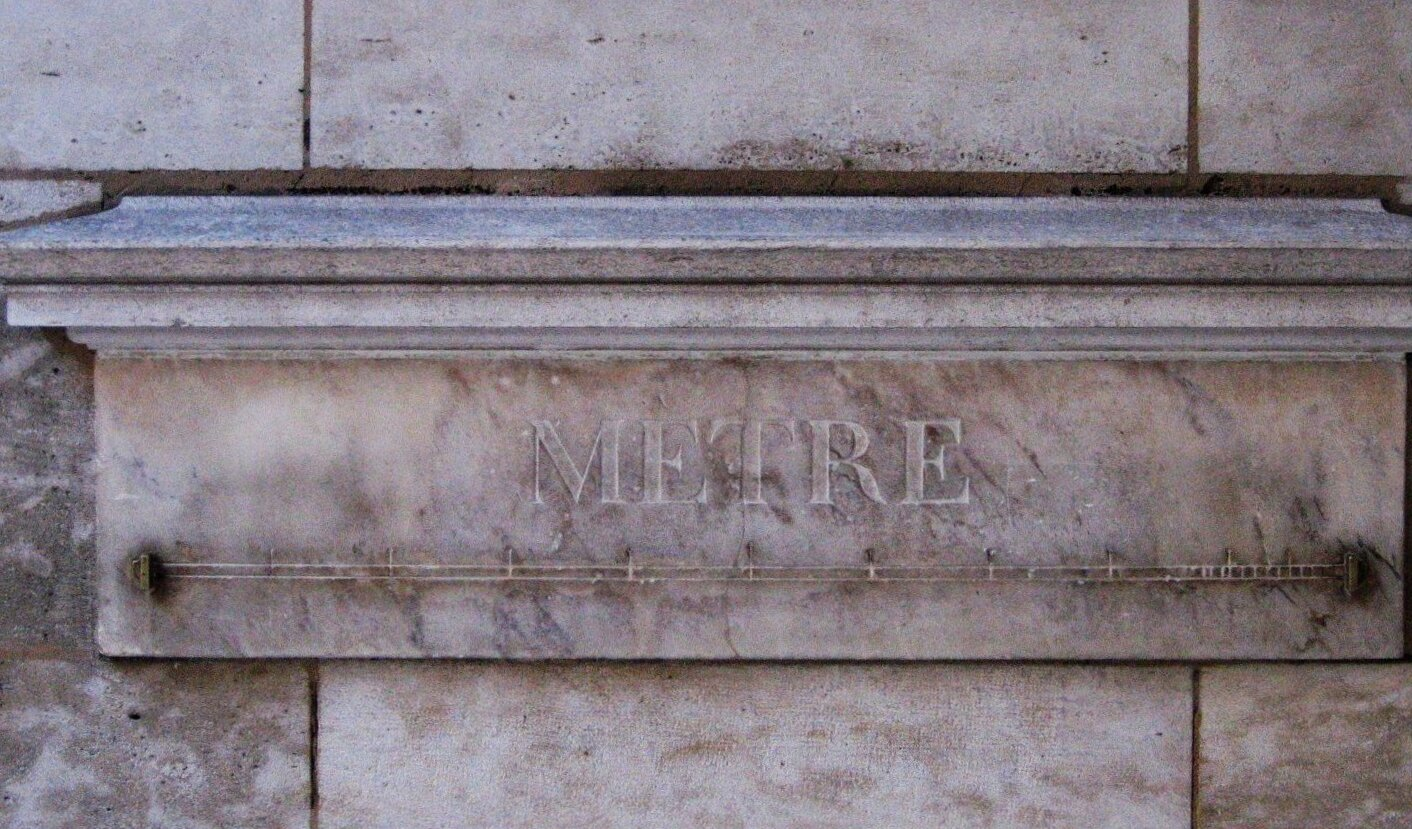
Штриховая мера длины в Париже

Штрихова́я ме́ра длины́ — мера, представляющая одно или несколько значений длины, определённых кратчайшим расстоянием между центрами двух штрихов шкалы меры. Штриховые меры длины применяются как эталонные меры для передачи размера единицы длины мерам меньшей точности, для калибровки средств измерений длины и линейных измерительных преобразователей, как рабочие меры для регулировки средств измерений длины и станков, для прямых измерений длины и линейных перемещений в станках и приборах.
Значение длины закрепляется основными штрихами. Все штрихи меры вместе с нанесёнными значениями образуют шкалу меры. Однозначные штриховые меры содержат только два штриха и воспроизводят одно заданное значение длины. На многозначных мерах нанесён ряд штрихов, что позволяет хранить и воспроизводить несколько значений. Значение, приданное мере, называется номинальной длиной. Штриховые меры изготавливаются из сплава стали и никеля, стали, оптического или кварцевого стекла.

## Поверка
Штриховые меры длины высокой точности подлежат государственному метрологическому контролю. Штриховые меры поверяются путем измерения их действительной длины и длины заданных интервалов. Первичная поверка выполняется при изготовлении и после ремонта штриховой меры. Периодическая поверка проводится в процессе эксплуатации меры для проверки сохранности её метрологических характеристик. Межповерочный интервал устанавливается национальными метрологическими стандартами, результат поверки отражается в свидетельстве.

## Эталонная штриховая мера
С 1889 по 1960 годы, когда метр стали выражать в длинах световых волн, он определялся на основе международный прототипа. Этот прототип являлся штриховой мерой Х-образного сечения, из платиново-иридиевого сплава и длиной в 102 сантиметра. При таком сечении прототип имел минимальную массу при наибольшей жёсткости. На средней плоскости меры с обоих концов находились две отполированные площадки, на которых были нанесены три вертикальных штриха с интервалом в 1/2 мм. Длина в 1 м определялась расстоянием между осями средних штрихов при температуре 0° С. С 1960 года платино-иридиевый прототип хранится в Международном бюро мер и весов